# 2023년 아프리칸 게임
2023년 아프리카 게임(영어: 2023 African Games)은 2024년 3월 8일부터 가나의 아크라에서 진행 중인 제13회 아프리칸 게임이다. 공식 개최지는 아크라지만 대부분의 경기는 쿠마시와 케이프코스트에서 진행되고 있다.
이 대회는 원래 2023년 8월에 개최될 예정이었으나, 경기 시절 건설 문제와 마케팅 수익에 대한 논쟁으로 인해 2024년 3월로 연기되었다. 대회 명칭의 연도는 2023년으로 유지되었다.

## 유치 과정

### 최종 후보
- 가나 아크라(개최)
- 나이지리아 아부자
- 부르키나파소 와가두구

## 종목
- 가라테
- 3x3 농구
- 7인제 럭비
- 레슬링
- 배구
  -  배구
  -  비치발리볼
- 배드민턴
- 복싱
- 사이클
- 수영
- 역도
- 유도
- 육상
- 크리켓
- 체스
- 축구
- 탁구
- 태권도
- 테니스
- 트라이애슬론
- 팔씨름
- 하키
- 핸드볼

## 참가국
아프리카 국가 올림픽 위원회 연합(ANOCA) 회원국 54개국 중 카보베르데를 제외한 53개국이 선수단을 파견했다.
- 가나 {개최국}
- 가봉
- 감비아
- 기니
- 기니비사우
- 나이지리아
- 남수단
- 남아프리카 공화국
- 니제르
- 라이베리아
- 레소토
- 르완다
- 리비아
- 마다가스카르
- 말리
- 모로코
- 모리셔스
- 모리타니
- 모잠비크
- 베냉
- 보츠와나
- 부룬디
- 부르키나파소
- 소말리아
- 세네갈
- 세이셸
- 수단
- 시에라리온
- 알제리
- 앙골라
- 에리트레아
- 에스와티니
- 에티오피아
- 우간다
- 이집트
- 잠비아
- 적도 기니
- 지부티
- 짐바브웨
- 차드
- 카메룬
- 케냐
- 코모로
- 코트디부아르
- 콩고 공화국
- 콩고 민주 공화국
- 탄자니아
- 토고
- 튀니지

## 같이 보기
- 아프리칸 게임
- 2023년 아프리카 네이션스컵
- 2024년 하계 올림픽
- 2024년 하계 패럴림픽